# Lars Scherling
Lars Scherling (Schierling) var en träskulptör verksam under senare delen av 1700-talet.
Scherling som finns upptagen i Stockholms taxeringslängd 1775 blev mästare vid Eskilstuna snickarämbete 1771 efter att han visat upp ritningen till den predikstol han utförde för Torpa kyrka i Södermanland. Predikstolen är ett arbete som visar upp rokokons mjuka linjer och dekorationselement men är till sin uppbyggnad av traditionell barocktyp. Förutom Stockholm var han även verksam i Köping. 